# Muwarna vitreilinearis
Muwarna vitreilinearis är en tvåvingeart som beskrevs av Christine Lynette Lambkin och Yeates 2003. Muwarna vitreilinearis ingår i släktet Muwarna och familjen svävflugor. Inga underarter finns listade i Catalogue of Life.